# 荒尾勝就
荒尾 勝就（あらお かつなり）は、江戸時代中期の鳥取藩家老。倉吉荒尾家4代。

## 生涯
宝永5年（1708年）、戸田忠時の次男で西福釜松平家を継いだ旗本・松平隆欽の子として江戸にて誕生。
始め、倉吉荒尾家の分家荒尾重就の養子として家督を相続し、荒尾式部修就と名乗る。享保11年（1726年）4月、本家荒尾秀就の嫡男・豊就が27歳で早世し、同年8月、秀就の養子として迎えられ、主計と改名する。同年9月、部屋住みのまま1500石を賜る。
享保13年（1728年）4月、養父・秀就の死去により家督と知行1万1000石を相続し、倉吉荒尾4代当主となる。相続の際、自分知1500石を召上げとなったことで、養家への不面目を理由にしばらく出仕をしなかった。同年11月、勝就の本家相続により、空席となっていた分家の家督を実弟・仙就が相続する。享保16年（1731年）、主計を志摩と改名する。
享保20年（1735年）7月21日死去、享年28。家督は分家・仙就の養子となって家督を継いでいた甫就が相続した。